# Evergestis segetalis
Evergestis segetalis là một loài bướm đêm trong họ Crambidae.